# Chimarra atripennis
Chimarra atripennis är en nattsländeart som beskrevs av Banks 1931. Chimarra atripennis ingår i släktet Chimarra och familjen stengömmenattsländor. Inga underarter finns listade i Catalogue of Life.